# The Bar-Kays

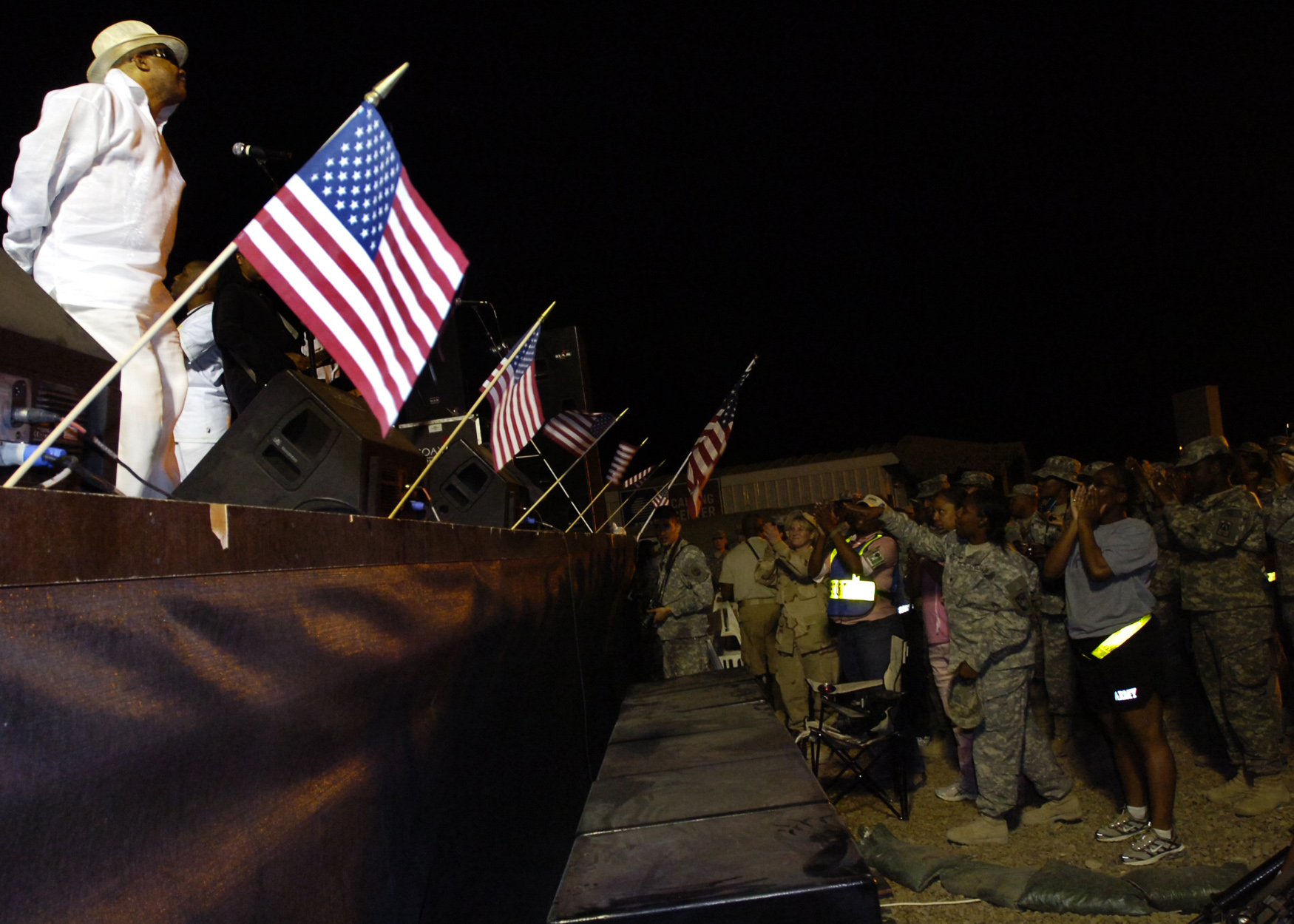
Larry Dodson i Irak.

The Bar-Kays är ett amerikanskt soul- och funkband bildat i Memphis, Tennessee 1966.

## Historik
Den första uppsättningen av gruppen bestod av gitarristen Jimmy King, Phalon Jones på saxofon, Ben Cauley på trumpet, James Alexander på elbas, organisten Ronnie Caldwell, och trummisen Carl Cunningham. Kort efter att de fått skivkontrakt tidigt 1967 fick de en hit med singeln "Soul Finger". Snart släpptes även albumet Soul Finger som uteslutande innehöll funkig partymusik.
En katastrof inträffade den 10 december 1967 då soullegenden Otis Reddings flygplan som var på väg till Madison, Wisconsin havererade. Otis Redding, och fyra medlemmar ur Bar-Kays omkom. Trumpetaren Ben Cauley överlevde haveriet. Han och basisten James Alexander som inte varit med på planet över huvud taget formade "de nya" Bar-Kays. Den nya uppsättningen av bandet bestod förutom Cauley och Alexander av Harvey Henderson på saxofon,  Michael Toles på gitarr, och Willie Hall på trummor. Ronnie Gordon som spelade keyboard, och trummisen Carl Cunningham var med i gruppen mycket kort och lämnade gruppen 1970. På keyboards tillkom nu Winston Stewart som skulle komma att vara kvar i gruppen ett tag. 1971 tillkom också gruppens första sångare Larry Dodson.
Åren som följde tillkom och lämnade medlemmar gruppen. Bland de nya medlemmarna var det endast Harvey Henderson, som konstant var kvar från den nya uppsättningen Bar-Kays 1969. Winston Stewart och Larry Dodsen tillhörde också de medlemmar som varit kvar längst i gruppen. Den enda absoluta originalmedlemmen nu var basisten James Alexander.
The Bar-Kays splittrades 1988 efter en karriär med många funk och dansvänliga hits, särskilt under 1970-talet, men de återförenades igen under 1990-talet.

## Diskografi
- Soul Finger (1967)
- Gotta Groove (1969)
- Black Rock (1971)
- Do you see what I see? (1972)
- Coldblooded (1974)
- To Hot to Stop (1976)
- Flying High on Your Love (1977)
- Money Talks (1978)
- Light of Life (1978)
- Injoy (1979)
- As One (1980)
- Nightcruising (1981)
- Propositions (1982)
- Dangerous (1984)
- Banging the Wall (1985)
- Contagious (1987)
- Animal (1988)

Återföreningsalbum:
- 48 Hours (1994)